# Diaphania holophaealis
Diaphania holophaealis is een vlinder uit de familie van de grasmotten (Crambidae), uit de onderfamilie van de Spilomelinae. De wetenschappelijke naam van deze soort is voor het eerst voorgesteld als Glyphodes (Phacellura) holophaealis door George Francis Hampson in een publicatie uit 1900.
De soort komt voor op Christmaseiland.